# Pacifista (povídka)
Pacifista (anglicky The Pacifist) je satirická vědeckofantastická povídka britského spisovatele Arthura C. Clarka, která poprvé vyšla v říjnu 1956 v americkém magazínu Fantastic Universe.
V angličtině vyšla také mj. ve sbírce Tales from the White Hart.

Tato povídka stejně jako Clarkova další díla (namátkou román Světlo Země) ukazuje na autorův pacifismus.
V londýnské hospůdce U Bílého jelena vypráví Harry Purvis, Clarkova fiktivní literární postava, historku o vývoji amerického superpočítače, který měl sloužit vojenským účelům.

## Postavy
- Harry Purvis
- Eric Rogers
- pan Drew – barman v hospůdce U Bílého jelena
- Charlie Willis
- John Wyndham
- John Christopher
- generál Smith – velitel Projektu Clausewitz
- dr. Amolet – hlavní vědec Projektu Clausewitz
- kapitán Winkler

## Děj
Harry Purvis vypráví v hospodě U Bílého jelena o Projektu Clausewitz, konstrukci elektronkového superpočítače nazvaného Carl von Clausewitz v odlehlých horách Kentucky. Počítač má být využit pro simulace válečných bitev a vytváření vojenských strategií. 
Vedením projektu je pověřen generál Smith, který neurvale naléhá na hlavního vědce dr. Amoleta na urychlení prací. Doktor Amolet se pomstí tak, že naprogramuje Carla, aby řešil výlučně matematické úlohy a na vstupy vojenských dat odpovídal pouze posměšky na adresu generála Smitha.

## Citát
„Ty stroje (…) nám začnou panovat. Až k tomu dojde, nepomůže nám ani svěcená voda. A tranzistor se stane dědicem země.“ — Arthur C. Clarke: Pacifista  

## Česká vydání
Česky vyšla povídka v následujících sbírkách nebo antologiích:
- Oceánem hvězd (SNKLU 1962, překlad Miloslav Žilina)[4]
- Historky od Bílého jelena (Polaris 2001, překlad Josef Hořejší)

## Kulturní reference
V povídce jsou zmíněny některé osobnosti a historické bitvy:
- irský básník, prozaik, dramatik a esejista Oscar Wilde
- anglický básník, dramatik a esejista Thomas Stearns Eliot
- americký důstojník George Armstrong Custer
- bitva u Gettysburgu